# Marziroo
I marziröö sono le figure principali di un rito che si svolge ogni anno il primo di marzo nel paese e nelle frazioni di Sorico in provincia di Como, ma anche a inizio marzo a Colico, in provincia di Lecco, dove i ragazzi e i bambini passano in gruppo di casa in casa suonando corni e campanacci chiamati "sampügn".
Questa cerimonia, che ha origine in riti celtici relativi all'agricoltura, segue un rigido protocollo: vi partecipano i bambini e i ragazzi del paese sino alla fine dell'adolescenza (sino a pochi anni fa il rito era ad esclusiva dei maschi) che, passando di casa in casa, propiziano l'imminente avvicinarsi della primavera. Dopo aver ricevuto una piccola offerta dalla famiglia che abita la casa (farina di mais e altre cibarie), recitano in un momento di raccoglimento la preghiera del Padre Nostro (il più delle volte recitato in Dialetto comasco) per poi suonare corni e pesanti campanacci per "risvegliare" l'erba assopita dall'inverno. 
Se la famiglia non risponde all'invito dei ragazzi di chiamare l'erba, i "Marziroo" gridano a gran voce, per sottolineare il disappunto per la mancata offerta, "furmig e ratt" (tradotto: formiche e ratti).
La festa si conclude la sera dove i doni raccolti nella giornata vengono divisi tra i ragazzi durante una cena comune. L'evento è molto sentito nella frazione di Bugiallo dove la giornata di festa è un momento di ritrovo dei compaesani emigrati per lavoro. Cerimonie analoghe destinate ad annunciare la primavera e a risvegliare la natura si svolgono anche in Valtellina e in tutto l'arco alpino.